# Бёрнс, Мэрилин
Мэ́рилин Бёрнс (англ. Marilyn Burns; 7 мая 1949, Эри, Пенсильвания — 5 августа 2014, Хьюстон, Техас) — американская актриса, наиболее известная по ролям в фильмах Тоуба Хупера «Техасская резня бензопилой» и «Смертельная ловушка».

## Ранние годы
Мэрилин Бёрнс родилась в Эри, штат Пенсильвания, выросла в Хьюстоне, штат Техас. В седьмом классе появилась в музыкальной постановке шекспировской комедии «Сон в летнюю ночь». Дебютировала в фильме Роберта Олтмена «Брюстер Маклауд» (1970). Окончила Техасский университет в Остине со степенью в области драмы (1971).

## Карьера
В фильме Тоуба Хупера «Техасская резня бензопилой» 1974 года Мэрилин сыграла Салли Хардести, девушку-подростка, которая едет со своим братом и друзьями на кладбище, где похоронен её дед, чтобы пресечь возможный акт вандализма, а затем встречает безумную семью маньяков-каннибалов, включая владеющего бензопилой Кожаное лицо. Фильм стал хитом, став одним из самых успешных когда-либо снятых независимых фильмов. Сотрудничество с Хупером продолжилось в другом фильме ужасов «Смертельная ловушка», вышедшем на экраны тремя годами позднее. Впоследствии она ещё два раза участвовала во франшизе «Техасской резни бензопилой», исполнив камео своего персонажа из первой части, ныне находящегося в психиатрической лечебнице в Техасская резня бензопилой 4: Новое поколение, а также сыграв роль бабушки главной героини в «Техасской резне бензопилой 3D».
Вне жанра ужасов примечательна телевизионная биографическая драма «Хелтер Скелтер» 1976 года о печальном известном культе Чарльза Мэнсона, в которой Бёрнс исполнила роль Линды Касабиан, одной из сектанток, напавшей на известную актрису Шэрон Тейт и её друзей.

## Смерть
Бёрнс умерла во сне от сердечного приступа 5 августа 2014 года у себя дома в Хьюстоне, Техас.

## Фильмография
| Год  |   | Русское название                              | Оригинальное название                        | Роль                          |
| ---- | - | --------------------------------------------- | -------------------------------------------- | ----------------------------- |
| 1970 | ф | Брюстер Макклауд                              | Brewster McCloud                             | экскурсовод                   |
| 1974 | ф | Любя Молли                                    | Lovin’ Molly                                 | Сара / Молли                  |
| 1974 | ф | Техасская резня бензопилой                    | The Texas Chainsaw Massacre                  | Салли Хардести                |
| 1975 | ф | Великий Уолдо Пеппер                          | The Great Waldo Pepper                       | зрительница                   |
| 1976 | с | Хелтер Скелтер                                | Helter Skelter                               | Линда Касабиан                |
| 1976 | ф | Смертельная ловушка                           | Eaten Alive                                  | Фей                           |
| 1981 | ф | Поцелуй папу на прощание                      | Kiss Daddy Goodbye                           | Нора Деннис                   |
| 1983 | ф | —                                             | Escape from El Diablo                        | Кармен                        |
| 1985 | ф | Охота будущего                                | Future-Kill                                  | Дороти Грим                   |
| 1994 | ф | Техасская резня бензопилой 4: Новое поколение | Texas Chainsaw Massacre: The Next Generation | пациентка на каталке          |
| 1998 | с | Майкл Хейс                                    | Michael Hayes                                | Салли                         |
| 2012 | ф | Обвальщики                                    | Butcher Boys                                 | Рут                           |
| 2013 | ф | Техасская резня бензопилой 3D                 | Texas Chainsaw 3D                            | Верна Карсон / Салли Хардести |
| 2014 | ф | —                                             | Sacrament                                    | Беула Стандифер               |
| 2017 | ф | В мире сумасшедшего                           | In a Madman’s World                          | миссис Хилл                   |